# 阪神タイガース主催試合の地方球場一覧
阪神タイガース主催試合の地方球場一覧（はんしんタイガースしゅさいじあいのちほうきゅうじょういちらん）では、大阪タイガース→阪神タイガース主催試合のうち、阪神甲子園球場以外の地方球場開催分をリストアップした。（フランチャイズ制度が導入された1952年から）
フランチャイズ制導入後は、極力近畿地方（主に西京極、神戸市民。1980年代後半以後はグリーン神戸、西宮、京セラドーム〈大阪ドーム〉）をメインとして行うようにしており、近畿圏以外では岡山県（岡山県営、倉敷マスカット）で行う程度であるが、1980年-1987年までは、夏の高校野球期間中に近畿地方で使用できる球場が足りなかったため、本拠地がなかった時代の平和台で行った事例がある（死のロード）。

## 一軍

### 兵庫県（保護地域）
- 明石公園野球場（1950年）
- 神戸市民運動場野球場（1953年から1955年）
- 神戸総合運動公園野球場（グリーンスタジアム神戸、Yahoo!BBスタジアム、スカイマークスタジアムを経て、現在の名称はほっともっとフィールド神戸）（1988年から1994年,2008年,2010年から2012年 ※2011年は中止）
  - セ・パ交流戦ではオリックス・バファローズ主催のビジターゲームでも使用した年度もある。また二軍（ウエスタン・リーグ）は2022年以降主催試合を年1カード開催しているが、対オリックス戦の実績はない。
- 西宮球場（1991年から1996年　※1993年は中止）
- 姫路市立姫路球場（姫路球場）（1959年,1968年現在の名称はウインク球場）

### 近畿（2府4県）

#### 大阪府
- 日本生命球場（1950年から1954年）
- 大阪スタヂアム（大阪球場）（1950年、1951年、1953年から1955年　照明設備が甲子園に無かった時代、同球場でナイターを行った）
- 大阪ドーム（1997年から　現在の名称は京セラドーム大阪）
  - オープン戦でも使用しており、基本的に毎年3月下旬の週末に行われる対オリックス三連戦で、二戦目を阪神の主催試合としている（初戦と三戦目はオリックスの主催試合）。なお、その場合は公式戦の主催時とは異なり阪神は3塁ベンチ、オリックスは1塁ベンチとなっている。応援団もオリックスの応援団はライト側、阪神の応援団はレフト側となっているが、阪神ラッキー7の際には甲子園で使用されている音楽が流れる（オリックス主催時でも阪神のラッキー7には阪神の主催試合の音楽が流れている）。また、オープン戦、公式戦ともに2017年シーズンまで阪神主催試合の場合はラッキー7のビジターチームの球団歌は流れなかったため、たとえ京セラドーム開催でも阪神主催試合であればオリックスの『SKY』が流れることはなかったが、こちらも2018年オープン戦から流されるようになった、この場合、オリックス主催時と違って短縮されていたが、2023年の京セラドーム開催分以降はオリックス主催時と同じ長さのものを使用するようなった。場内アナウンスに関しても阪神主催の場合は、阪神球団のウグイス嬢が行うなど甲子園球場に準じた演出となる。
    - なお、2011年に阪神甲子園球場で行われた東北楽天ゴールデンイーグルス主催のオリックス戦では、主催球団の違いもあり、オリックスのラッキー7時に『SKY』がオリックス主催時と同様の長さで演奏されていた。

  - 2013年の京セラドームでの試合は、2013 ワールド・ベースボール・クラシック出場国強化試合（野球日本代表、野球キューバ代表）の2試合も含まれているが、これは主催が「ワールドベースボールクラシックインク」である。また、セ・パ交流戦でオリックス・バファローズ主催のビジターゲームでも使用している。
  - 同様に2023年も野球日本代表と野球大韓民国代表との2023 ワールド・ベースボール・クラシックの公式強化試合[1]がWBCインク主催で行われる。

#### 京都府
- 衣笠球場（1950年）
- 京都市西京極総合運動公園野球場（西京極球場）（1955年,1965年から1979年,1989年から1998年,2000年から2005年　※1998年,2002年から2004年は中止。また2006年は当初試合が予定されていたが、甲子園（オープン戦）、京セラドーム大阪（公式戦）に振り替えられた。現在の名称はわかさスタジアム京都）

- その他オープン戦に限っての使用で、明石公園野球場、高砂市野球場、彦根球場、皇子山球場、奈良市鴻ノ池球場、大和郡山市営球場、紀三井寺球場等が使われた事例あり。また1995年の阪神・淡路大震災の影響で甲子園が使用できなかったことから、近鉄バファローズの許可を得て日本生命球場と藤井寺球場でオープン戦主催試合の代替開催を行ったこともある。

1. ↑  2023 WORLD BASEBALL CLASSIC™ 強化試合（京セラドーム大阪）

### 北海道
- 函館市民球場（1950年）
- 旭川市営球場（1950年）
- 札幌市円山球場（1950年）
- 函館市千代台公園野球場（1950年、1953年　現在の名称はオーシャンスタジアム）

### 東北

#### 青森県
- 弘前市営野球場（1953年）

#### 岩手県
- 盛岡市営野球場（1953年）
- 岩手県営野球場（1975年）

#### 宮城県
- 宮城球場（1975年 現在の名称は楽天モバイルパーク宮城）
  - 宮城テレビ開局5周年記念として開催された（当時は日本テレビと日本教育テレビ（NET）のクロスネット局）。セ・リーグ他球団主催地方開催の対戦相手としての使用実績もあるほか、セ・パ交流戦では東北楽天ゴールデンイーグルス主催のビジターゲームでも使用している。

#### 福島県
- 郡山市営開成山野球場（1975年　現在の名称はヨーク開成山スタジアム）

### 関東

#### 栃木県
- 宇都宮総合球場（1950年）

#### 千葉県
- 市川国府台球場（1950年）

#### 東京都
- 後楽園球場（1950年、1951年）

- 東京ドーム（オープン戦（メジャーリーグ開幕戦に来日したメジャーリーグチームとの試合）に限っての使用）

※阪神の後攻（各回のウラの攻撃側）で行われたが、「主催」は、MLB・MLB選手会・日本野球機構・読売新聞社だった。

#### 神奈川県
- 横須賀市営追浜球場（1950年）
- 横浜公園平和野球場（1950年）

### 中部

#### 新潟県
- 長岡球場（1950年）

#### 長野県
- 長野市営城山野球場（1950年）
- 飯田城下球場（1950年）
- 上田市営野球場（1951年）

#### 富山県
- 県営富山野球場（1950年、1951年）

#### 石川県
- 石川県営兼六園野球場（1950年、1951年）

#### 愛知県
- 中日球場（1950年）

### 中国

#### 島根県
- 松江市営球場（1950年）

#### 岡山県
- 西大寺町営球場（1951年）
- 岡山県野球場（岡山県営球場）（1953年,1955年,1967年から1968年,1973年から1994年）
- 倉敷市営球場（1953年）
- 岡山県倉敷スポーツ公園野球場（倉敷マスカットスタジアム）（1995年から2019年,2023年以降　※1997年,2016年,2020年は中止）
  - 岡山県での試合は、阪神主催以外に、広島主催でビジターとしての開催もあった。また、倉敷マスカットスタジアムでは、二軍も公式戦を開催している。

#### 広島県
- 広島県総合グランド野球場（1950年）

#### 山口県
- 下関市営球場（1951年）

### 四国

#### 香川県
- 高松市立中央球場（1950年）
- 香川県営球場（1999年　オリーブスタジアム、現在の名称はレクザムスタジアム）

#### 愛媛県
- 松山市営球場（1950年）
- 松山中央公園野球場（2005年から2006年,2012年　坊っちゃんスタジアム）
  - 2013年、2019年はヤクルト主催ゲームの対戦相手として使用している。

- その他オープン戦に限っての使用で、安芸市営球場、高知市野球場、高知県立春野運動公園野球場、徳島県鳴門総合運動公園野球場等の使用事例あり。なお現状、四国でのオープン戦は、2015年のレクザムボールパーク丸亀（香川県丸亀市）が最後となっている。

### 九州・沖縄

#### 福岡県
- 平和台野球場（1951年、1980年から1988年）

#### 熊本県
- 熊本市水前寺野球場（1950年）
- 藤崎台県営野球場（1975年 現在の名称はリブワーク藤崎台球場）

#### 沖縄県
- 那覇市営奥武山野球場（沖縄セルラースタジアム那覇）（2013年）
- その他オープン戦と練習試合に限っての使用で、新大分球場、宜野座村野球場、福岡ドーム（2010年3月）の使用事例あり。

## 二軍

### 本拠地
- 日鉄鋼板SGLスタジアム尼崎（兵庫県尼崎市） - 本拠地（2025年から）
- 阪神甲子園球場（兵庫県西宮市） - 年4 - 5カードで使用
- 神戸市民運動場野球場（兵庫県神戸市長田区） - 1950年代の本拠地
- 阪神浜田球場（兵庫県尼崎市） - 1979年から1994年まで練習場。ごく一部の公式戦でも使用
- 阪神鳴尾浜球場（兵庫県西宮市） - 1995年から2024年まで本拠地

### 東北
- 米沢市営野球場（山形県米沢市）
- 新庄市民球場（山形県新庄市）

### 中部
- 三条パール金属スタジアム（新潟県三条市） - 2009年から2023年（2011年を除く）まで使用。2024年以降はビジターとして使用。
- くまのスタジアム（三重県熊野市）

### 近畿（2府4県）
- 兵庫県立淡路佐野運動公園野球場（兵庫県淡路市）
- 春日スタジアム（兵庫県丹波市） - 2019年6月2日
- 豊岡こうのとりスタジアム（兵庫県豊岡市）
- 姫路市立姫路球場（兵庫県姫路市）
- 京丹後市総合運動公園 峰山球場（京都府京丹後市）
- 東舞鶴公園野球場（京都府舞鶴市）
- 太陽が丘野球場（京都府宇治市）
- 守山市民球場（滋賀県守山市）
- 湖東スタジアム（滋賀県東近江市）
- 橿原・佐藤薬品スタジアム（奈良県橿原市）（2010年9月）
- 上富田町スポーツセンター硬式野球場（和歌山県上富田町）

### 中国
- 玉野市民総合運動公園野球場（岡山県玉野市）
- なりわ運動公園野球場（岡山県高梁市）
- 米子市営湊山球場（鳥取県米子市）
- 米子市民球場（鳥取県米子市） - 一軍公式戦では広島東洋カープ主催ゲームでのビジターチームとしての使用があった。

### 四国
- レクザムボールパーク丸亀（香川県丸亀市）
- 高知市野球場（高知県高知市）
- 安芸市営球場（高知県安芸市）